# فضالات
فضالات هي قرية مغربية، بإقليم بن سليمان. تقع فضالات بين الرباط والدار البيضاء، وتضم 9.796 نسمة (إحصاء 2 سبتمبر 2004).

## معرض الصور

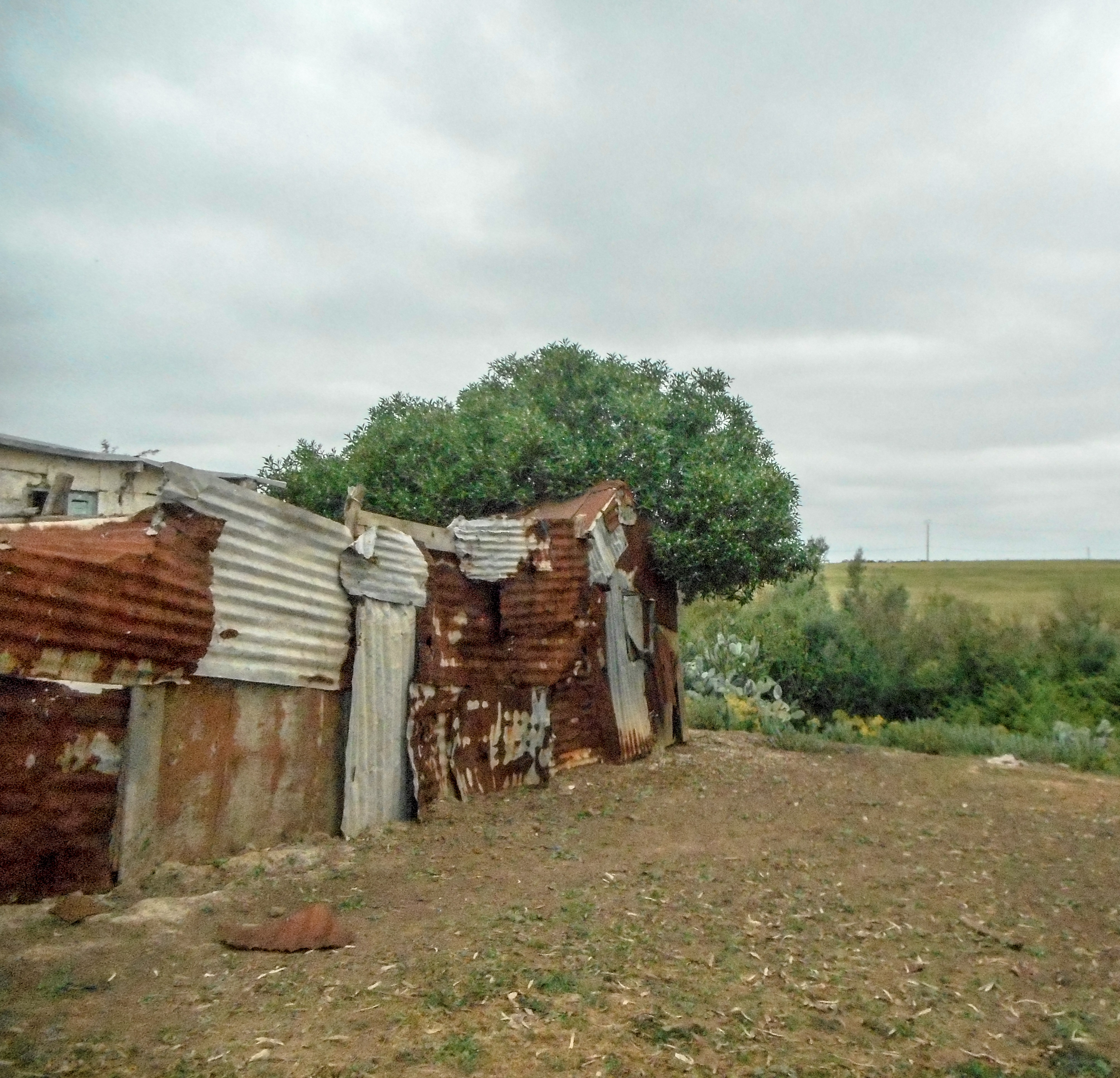
منزل من دوار بني عامر، جماعة الفضالات